# 칼라 보너
칼라 보너(Carla Bonner, 1973년 3월 3일 ~ )는 오스트레일리아의 배우이다.